# Балка Солона (притока Янчулу)
Балка Солона — балка (річка) в Україні у Гуляйпільському районі Запорізької області. Ліва притока річки Янчул (басейн Дніпра).

## Опис
Довжина балки приблизно 4,60 км, найкоротша відстань між витоком і гирлом — 3,79 км, коефіцієнт звивистості річки — 1,21. Формується декількома бадками та загатами. На деяких ділянках балка пересихає.

## Розташування
Бере початок на північно-східній стороні від села Рівнопілля. Тече переважно на північний схід через село Успенівку і впадає в річку Янчул, праву притоку річки Гайчул.

## Цікаві факти
- У XX столітті на балці існували водосховище та газова свердловина[2].